# Jane Derval
Ne doit pas être confondu avec Suzanne Derval.
Pour les articles homonymes, voir Derval.
Victorine Jeanne Gustin, connue sous le nom de scène de Jane Derval, née le 21 mai 1875 à Paris dans le 18e arrondissement et morte le 17 juillet 1920 dans cette même ville, dans le 16e arrondissement, est une artiste de music-hall, danseuse des Folies-Bergère et demi-mondaine de la Belle Époque.

## Biographie
Victorine Jeanne Gustin, née le 21 mai 1875 dans le 18e arrondissement de Paris, est la fille de Hubert Alexandre Gustin, marchand de confection, et de Louise Désirée Lafosse. Elle a un frère, écuyer de l'hippodrome, assassiné en 1900.
Elle débute, à seize ans, au concert Duclerc,16 bis rue Fontaine, puis est engagée au casino de Royat, sous la direction de Paul Bourdeille. Elle crée La Peur des coups, au théâtre Pompadour où elle exécute un « déshabillé de théâtre », ancêtre du strip-tease, crée par Blanche Cavelli, en 1894.

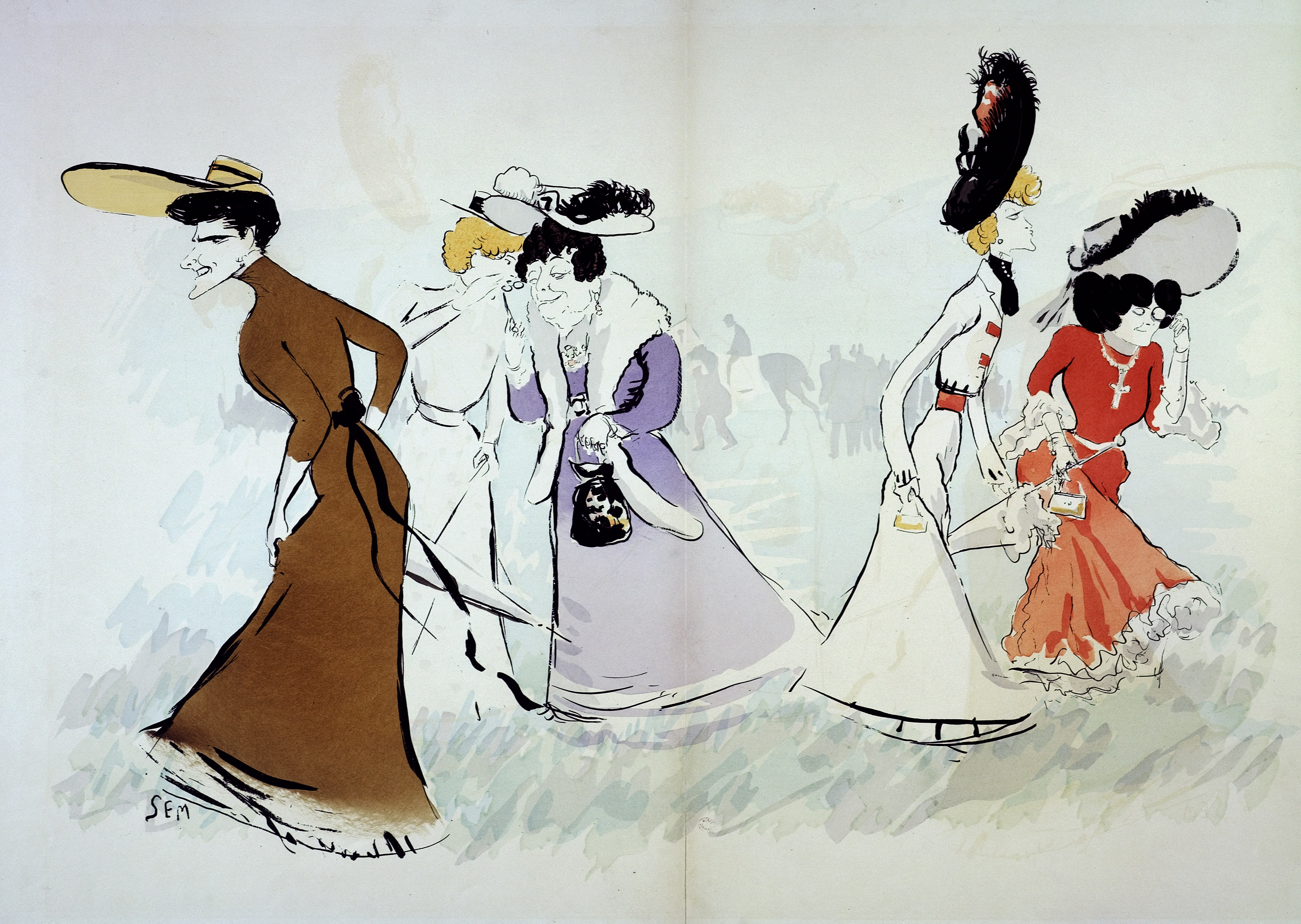
Germaine Thouvenin, Mlle Morlange, princesse de Ratazzi, Liane de Lancy, Jane Derval, dessin de Sem.

Elle fréquente le Palais de glace, endroit à la mode où se produisent les théâtreuses et les demi-mondaines comme Liane de Lancy, Eugénie Fougère, Berthe d’Egreville, Nine Derieux, Clémence de Pibrac,,...
Elle pose légèrement vêtue pour la série de photographies de Reutlinger, La Journée de la Parisienne, parue dans Le Panorama, volume Paris s'amuse,,.
En 1899, elle fait la réouverture des Folies-Bergère, dans une exhibition avec un cochon dressé en liberté,,.
En 1902, elle joue dans la Revue des Folies Bergère, de Victor de Cottens et des frères Isola avec Louise Balthy, Gobin, Fragson, Clémence de Pibrac, Marguerite Deval, La Belle Otéro, Paul Fugère,,, un spectacle qui atteint sa 100e représentation. En décembre, sa fortune faite, elle liquide ses bijoux et son mobilier du 5 de la rue d'Offemont,,.
En 1904, elle joue le rôle de la commère dans la Revue des Folies Bergère,.
En 1909, elle est citée comme témoin, avec son ex-amant, Jean Delpech, dans l'affaire Marix, capitaine du conseil de guerre qui monnayait des exemptions et révisions pour les appelés du contingent,,,,.
En 1911, Jane Derval se retire de la scène parisienne pour ouvrir un institut de beauté, 103 rue La Boétie, puis, en 1919, une parfumerie 84 rue des Petits-Champs,,.
Jeanne (Jane) Derval meurt chez son amie Liane de Lancy[réf. nécessaire] le 17 juillet 1920, dans le 16e arrondissement de Paris. Elle est incinérée au cimetière du Père-Lachaise, le 21 juillet suivant. Ses biens sont mis en vente en janvier 1921. En mars 1921, les parents de Jeanne Derval déposent plainte contre Liane de Lancy, pour détournement d'héritage. L'affaire doit être jugée en octobre 1921.

## Revues, théâtre

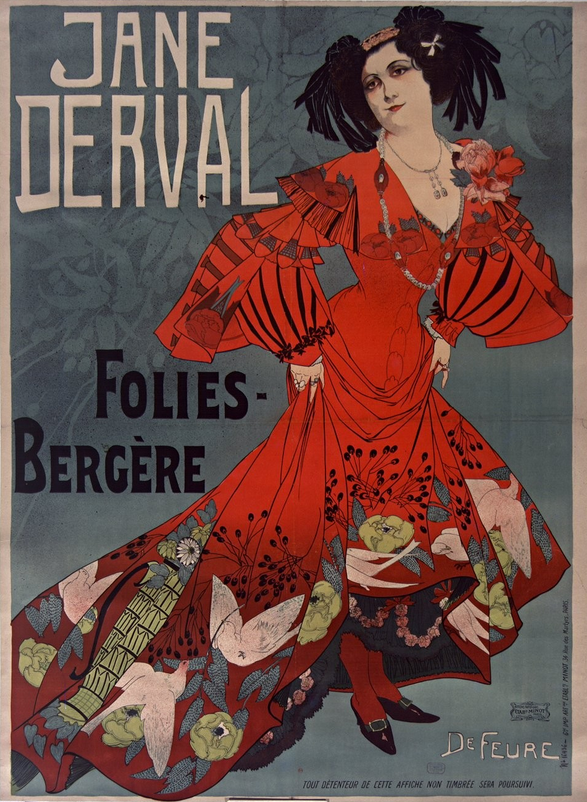
Jane Derval, Folies-Bergère, 1904

- 1896 : La Peur des coups, saynète de Georges Courteline au théâtre Pompadour[6],[35].
- 1896 : Paris aux Variétés, revue de Paul Gavault au théâtre des variétés[36].
- 1899 : La D'moiselle de chez Maxim, folie-parodie de Gardel-Hervé, au Parisiana[37],[38].
- 1900 : La Flamenca, pantomime de Severin, musique de Porichelly, aux Folies-Bergère[39].
- 1900 :  La Peur des coups, reprise au  Parisiana[40].
- 1902 : Une Revue aux Folies-Bergère, de Victor de Cottens, aux Folies-Bergère[41].
- 1903 : Cake-Walk au Nouveau Cirque[42].
- 1904 : La Revue des Folies-Bergère, de Victor de Cottens[43],[44].
- 1904 : La Fête des Boucleuses à La Boucle, 18 rue de Clichy[43].
- 1905 : Nuit d'Ivresse !..., pantomime au Bal Tabarin[45].
- 1905 : Monsieur complote, au Little-Palace, rue de Douai[46].
- 1907 : Diabolo-Revue, aux Capucines
- 1907 : Little Review, d'Alfred Delilia et Saint-Servan, au Little-Palace[47],[48].
- 1907 : au Tréteau-Royal, rue Caumartin[49].

## Iconographie
- Dessins de Sem, 1901, aujourd'hui au musée Carnavalet[50],[51].